# Benjamin Orr (Musiker)

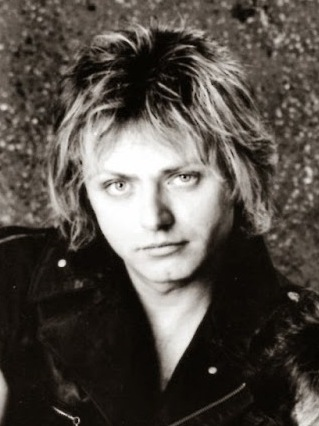
Benjamin Orr (1984)

Benjamin Orr (* 8. September 1947 in Lakewood, Ohio; † 3. Oktober 2000 in Atlanta, Georgia), eigentlich Benjamin Orzechowski, war ein US-amerikanischer Sänger und Bassist und Mitglied der Band The Cars.

## Leben
Orr, der russische und tschechoslowakische Vorfahren hatte, lernte schon als Jugendlicher verschiedene Instrumente, darunter Gitarre, Bass, Keyboards und Schlagzeug. Er verließ die High School vorzeitig und schloss sich der Band The Grasshoppers als Sänger und Gitarrist an. 1965 veröffentlichte die Band zwei Singles. Zwei Jahre später wurde sie aufgelöst, da er und weitere Mitglieder in die US Army eingezogen wurden.
1970 zog Orr nach Columbus, wo er Ric Ocasek kennenlernte und mit diesem sowie dem Gitarristen Jas Goodkind die Band Milkwood gründete. Das 1972 veröffentlichte erste und einzige Album blieb kommerziell erfolglos, und 1975 wurde die Band aufgelöst. Im Jahr darauf gründete er mit Ocasek die Band The Cars. Er spielte den Bass und übernahm auf allen Studioalben bei mehreren Songs auch den Leadgesang. Zu hören ist seine Stimme unter anderem auf Just What I Needed, Let's Go und auf der kommerziell erfolgreichsten Single Drive, die 1984 Platz 3 in den US-amerikanischen Billboard Hot 100 und Platz 4 in Deutschland erreichte.
Im Herbst 1986 veröffentlichte Orr bei Elektra Records sein Solo-Debütalbum The Lace, das Platz 86 der Albumcharts erreichte. Die erste Singleauskopplung, Stay the Night erreichte die Top 40, zudem wurde er hierfür mit einem ASCAP-Award ausgezeichnet. Die folgende Single konnte sich jedoch nicht in den Charts platzieren. 1988 lösten sich The Cars auf, und Orr begann mit den Aufnahmen für ein zweites Soloalbum, das jedoch nie veröffentlicht wurde. 
Im April 2000 wurde bei Orr Bauchspeicheldrüsenkrebs festgestellt, dem er im Oktober desselben Jahres im Alter von 53 Jahren erlag.

## Diskografie

### Studioalben
| Jahr | Titel    | Höchstplatzierung, Gesamtwochen, AuszeichnungChartsChartplatzierungen (Jahr, Titel, Platzierungen, Wochen, Auszeichnungen, Anmerkungen) | Anmerkungen                        |
| Jahr | Titel    | US | Anmerkungen                        |
| ---- | -------- | --- | ---------------------------------- |
| 1986 | The Lace | US86 (22 Wo.)US | Erstveröffentlichung: Oktober 1986 |

### Singles
| Jahr | Titel Album             | Höchstplatzierung, Gesamtwochen, AuszeichnungChartsChartplatzierungen (Jahr, Titel, Album, Platzierungen, Wochen, Auszeichnungen, Anmerkungen) | Anmerkungen                          |
| Jahr | Titel Album             | US | Anmerkungen                          |
| ---- | ----------------------- | --- | ------------------------------------ |
| 1986 | Stay the Night The Lace | US24 (20 Wo.)US | Erstveröffentlichung: September 1986 |